# Golfe nos Jogos Sul-Americanos de 2018
As competições de golfe nos Jogos Sul-Americanos de 2018 ocorreram entre 30 de maio e 2 de junho em um total de 3 eventos. As competições aconteceram no Country Club Cochabamba, localizado em Cochabamba, Bolívia.

## Calendário
| Maio / Junho | 26 | 27 | 28 | 29 | 30 | 31 | 1 | 2 | 3 | 4 | 5 | 6 | 7 | 8 |
| ------------ | -- | -- | -- | -- | -- | -- | - | - | - | - | - | - | - | - |
| Golfe        |    |    |    |    |    |    |   | 3 |   |   |   |   |   |   |

|  | Dia de competição |  | Dia de final |

## Medalhistas
| Evento                 | Ouro                                       | Prata                                    | Bronze                                        |
| ---------------------- | ------------------------------------------ | ---------------------------------------- | --------------------------------------------- |
| Masculino detalhes     | Jorge Antonio García VEN Venezuela         | Carlos Franco PAR Paraguai               | Santiago Gómez COL Colômbia                   |
| Feminino detalhes      | Paola Moreno COL Colômbia                  | Milagros Cháves PAR Paraguai             | Sofía García PAR Paraguai                     |
| Duplas mistas detalhes | Milagros Cháves Carlos Franco PAR Paraguai | Paola Moreno Daniel Zuluaga COL Colômbia | Manuela Carbajo Roberto Contini ARG Argentina |

## Quadro de medalhas
| Ordem | País          | Medalha de ouro | Medalha de prata | Medalha de bronze | Total | Ordem por total |
| ----- | ------------- | --------------- | ---------------- | ----------------- | ----- | --------------- |
| 1     | PAR Paraguai  | 1               | 2                | 1                 | 4     | 1               |
| 2     | COL Colômbia  | 1               | 1                | 1                 | 3     | 2               |
| 3     | VEN Venezuela | 1               |                  |                   | 1     | 3               |
| 4     | ARG Argentina |                 |                  | 1                 | 1     | 3               |
| TOTAL | TOTAL         | 3               | 3                | 3                 | 9     | —               |